# Yacht
Yacht is een Nederlands detacherings-, werving- en selectiebureau. Het bedrijf is op 19 mei 2000 opgericht als werkmaatschappij van Randstad Holding. De onderneming is naast Nederland ook actief in Frankrijk en Duitsland. Zij richt zich alleen op de bemiddeling van hoogopgeleide en specialistische arbeidskrachten. Yacht bemiddelt in diverse vakgebieden, waaronder hrm, financiën, bouwkunde & civiele techniek, ICT, procurement, juridische dienstverlening, sociaal domein, engineering en life sciences. Yacht doet naast detachering ook interim-management, werving en selectie, en freelance/ZZP.
In 2014 werd het Yacht traineeship gelanceerd. Het traineeship focust zich op hoogopgeleide professionals met 0-2 jaar werkervaring. Gedurende drie jaar doorlopen ze het traineeship, gedetacheerd bij verschillende opdrachtgevers, waarbij ze gecoacht worden door de consultants en managers van Yacht. Daarnaast is de externe partner Ken&Ben verantwoordelijk voor de opleidingen van de trainees, die ze volgen naast hun fulltime opdracht. 
Yacht sponsorde tot november 2008 via SportNavigator.nl diverse schaatsers, zoals Anni Friesinger, Katarzyna Wójcicka, Daniela Dumitru, Varvara Barysjeva, Sebastian Falk, Daniela Anschütz, Claudia Pechstein, Derek Parra, Jeremy Wotherspoon en Cindy Klassen en is nu nog sponsor van het Corus Chess Tournament.
Tegelijk met Yacht Nederland werd ook vestiging in Duitsland opgestart. Voormalig directeur Victor van den Hoff werd gevraagd om het bedrijf over te nemen van de initiatiefnemers en het door te laten groeien in Duitsland. In begin 2006 werd het Duitse ingenieursbedrijf Teccon erbij gekocht. Victor van den Hoff kreeg de opdracht bij zijn aanstelling om van Yacht Duitsland en Teccon een goedlopende combinatie te maken.
In december 2016 maakte Randstad bekend het Amersfoortse advies- en detacheringsbureau BMC voor €65.000.000 over te nemen. BMC werd samengevoegd met Yacht, de dochteronderneming van Randstad. Door de overname voegde Yacht ongeveer €102.000.000 toe aan de omzet, die daardoor de €400.000.000 omzet per jaar overstijgt. Hiermee werd Yacht in omzet het grootste detacheringsbureau van Nederland.